# Soso Mugiraneza

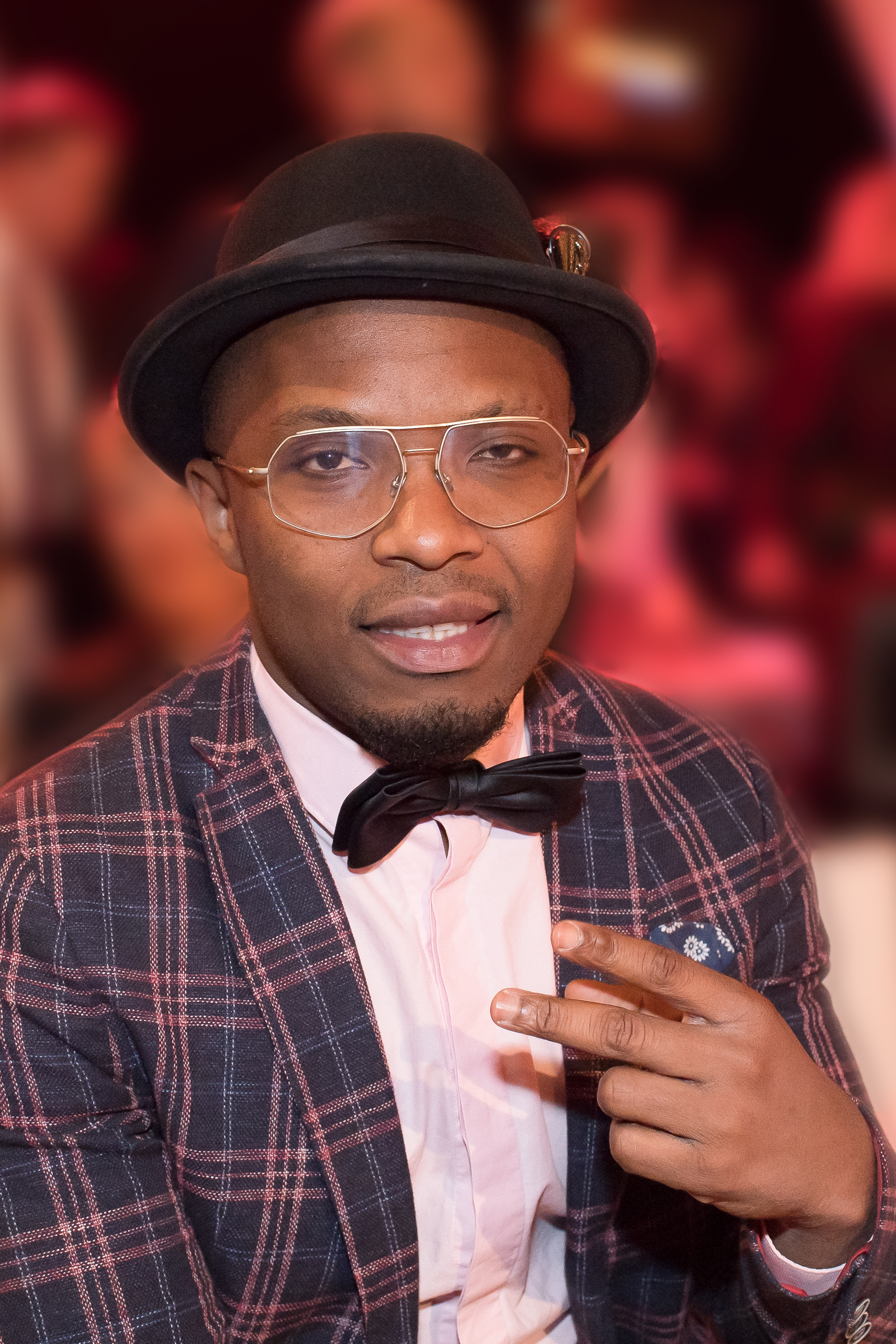
Mugiraneza 2019

Simplice „Soso“ Mugiraneza (* 1983 in Burundi) ist ein österreichischer Comedian burundischer Herkunft.

## Leben
Mugiraneza kam als Flüchtling aus Burundi nach Österreich. Bekanntheit erreichte er 2014 durch seine Teilnahme an der zweiten Staffel des Formats Die große Comedy Chance auf ORF eins. Neben dem eigenen Format Soso's Comedy Club auf W24 war er unter anderem in NightWash, im Quatsch Comedy Club und in Nuhr ab 18 von Dieter Nuhr sowie in Comedy Grenzgänger von Omar Sarsam auf Puls4 zu sehen.
2019 nahm er mit der Profitänzerin Helene Exel an der zwölften Staffel von Dancing Stars teil, wo sie in der vierten Show ausschieden.
Mugiraneza hat eine Tochter. Sein Bruder ist der Musiker Cedrick Mugiraneza, bekannt als Ösi Bua.
In einem Interview vom Oktober 2020 nimmt Mugiraneza Stellung zu den Themen politische Korrektheit und Rassismus und meint unter anderem, dass er mit Begriffen wie "Mohr im Hemd", "Farbiger" oder "PoC - People of Colour" nichts anfangen kann, dass er außerdem kein Problem mit dem Ausdruck "Schwarzer" hat und er nicht von weißen Linksintellektuellen gesagt haben möchte, wie er sich als Schwarzer nennen darf. Zu seinen großen Vorbildern zählt unter anderem Dave Chappelle.